# Gare d’Östersund Västra
La Gare d’Östersund Västra (suédois:  Östersund Västra station) est une gare ferroviaire suédoise à Östersund. Elle se trouve sur la ligne ferroviaire vers Storlien, dans le parc thermal au centre de la ville 

## Histoire
La gare ferme dans les années 1960, mais est ressuscitée quand les trains Sundsvall-Östersund du ‘’ Mittlinjentågen’’ reprennent la voie vers les années 2000. Une nouvelle plate-forme est ajoutée en 2005.